# Neoherminia pachypalpia
Neoherminia pachypalpia là một loài bướm đêm trong họ Noctuidae.